# 蘭比島海洋國家公園
蘭比島海洋國家公園，另译兰比海洋国家公园，是緬甸的海洋國家公園，佔地79.09 sq mi（204.8 km2），成立於1996年。其包括蘭比島和丹老群島中的幾個較小的島嶼，有珊瑚礁、海草床、紅樹林、沙丘和海拔高達1,493英尺（455米）的常绿阔叶林。該國家公園是重要鳥類保護區和東協遺產公園之一。海洋國家公園的特色是熱帶常綠雨林、龐大的珊瑚礁系統保護著廣泛的水生生態系統，以及該地區顯著的生物多樣性。僅限白天參觀。

## 地理
蘭比島海洋國家公園地勢平坦，海拔高度從海平面陡升至270米（890英尺），其中包括一些海灘和沙子覆蓋的小灣。公園內有巨大的洞穴和許多淡水源。

## 植物
蘭比島海洋國家公園擁有沿著河流和淡水生長的紅樹林。珊瑚礁為多種海洋生物提供了棲息地。低地森林中生長著具翼龙脑香、包括藤本植物在內的附生植物、木麻黄、五椏果、红厚壳、野生蘭花和蕨類植物。此外，還發現了17種瀕危樹木、50种红樹林、6種海草和60種不同的珊瑚。島嶼東部周圍的海草包括 亨普异海葵、丝粉藻、二药藻、线叶二药藻和喜盐草。

## 動物
2008年3月，儒艮首次在蘭比島上被發現。從那時起，人們一再觀察到儒艮在喜盐草叢中留下的痕跡。2013年的調查中，在蘭比島發現了棱皮龜、綠蠵龜、玳瑁和欧氏摄龟的甲殼。觀察到了坡普竹叶青蛇、圆鼻巨蜥和大壁虎。網紋蟒也有出現。
2015年11月至2017年5月期間的一項相機陷阱捕捉調查顯示，存在江獺、椰子貓、小齿狸、食蟹獼猴、北方豚尾獼猴、鬱烏葉猴、蜂猴、小鼷鹿、野豬、馬來穿山甲、北树鼩、棕鼯鼠、巨松鼠、金背松鼠、赤腹松鼠、 条纹松鼠、长尾大鼠和红毛王鼠。
觀察到的鳥類包括綠蓑鳩和爪哇金丝燕。

## 對野生動物的威脅
蘭比島海龜面臨的主要危害包括棲息地惡化、以及漁民和當地人為了消費和商業利益而將海龜直接從其自然棲息地移除。該地區的主要收入來源是捕魚，但狩獵似乎非常有利可圖。對於那些從島外前往這裡捕鼷鹿、穿山甲、野豬和水巨蜥並將其賣給漁船或內陸市場的個人來說尤其如此。另一方面，當地人狩獵通常主要是為了維持生計。

## 外部連結
- BirdLife International. . 2019.
- . Nature and Wildlife Conservation Division of Myanmar Forest Department.